# 地球地壳

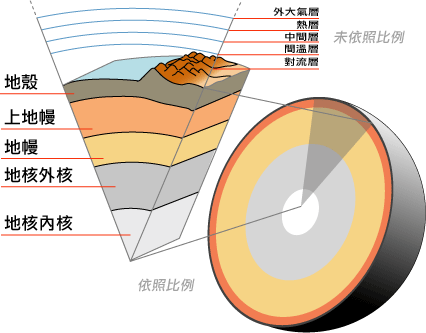
地球分层示意图

地球地壳是指地球地表至莫霍界面之间一个主要由火成岩，变质岩和沉积岩构成的薄壳，是岩石圈组成的一部分，平均厚度17公里，地壳下面的是地幔，上地幔大部分由橄榄石（一種比普通岩石密度大很多的岩石）构成。地壳和地幔之间的分界线被称为莫氏不连续面。地壳的质量只占全地球0.2%，按结构分为大陆地壳和海洋地壳两种。大陆地壳有硅酸铝层（花岡岩質）和硅酸镁层（玄武岩質）双层结构，而海洋地壳只有硅酸镁层（玄武岩質）单层结构，大陆地壳平均厚度有33公里，海洋地壳平均厚度只有10公里。
地壳的温度随着其不断加深而逐渐升高，从200°C 到400°C 不等。

## 大陆地壳的组成
一般说来大陆地壳的组成成分是火成岩和安山岩。以下的成分表和接下来的结论大部分基于Rudnick and Gao（2003）的汇总。大陆地壳比由玄武岩构成的海洋地壳拥有更多的不相容成分，而海洋地壳又比它下面的地幔更富有不相容成分。尽管大陆地壳的硅酸盐含量仅仅占地球总含量的0.6%，但它却含有全球20%至70%的不相容成分。
| 氧化物    | 含量（百分比） |
| --------- | -------------- |
| SiO2      | 60.6           |
| Al2O3     | 15.9           |
| CaO       | 6.4            |
| MgO       | 4.7            |
| Na2O      | 3.1            |
| Fe as FeO | 6.7            |
| K2O       | 1.8            |
| TiO2      | 0.7            |
| P2O5      | 0.1            |

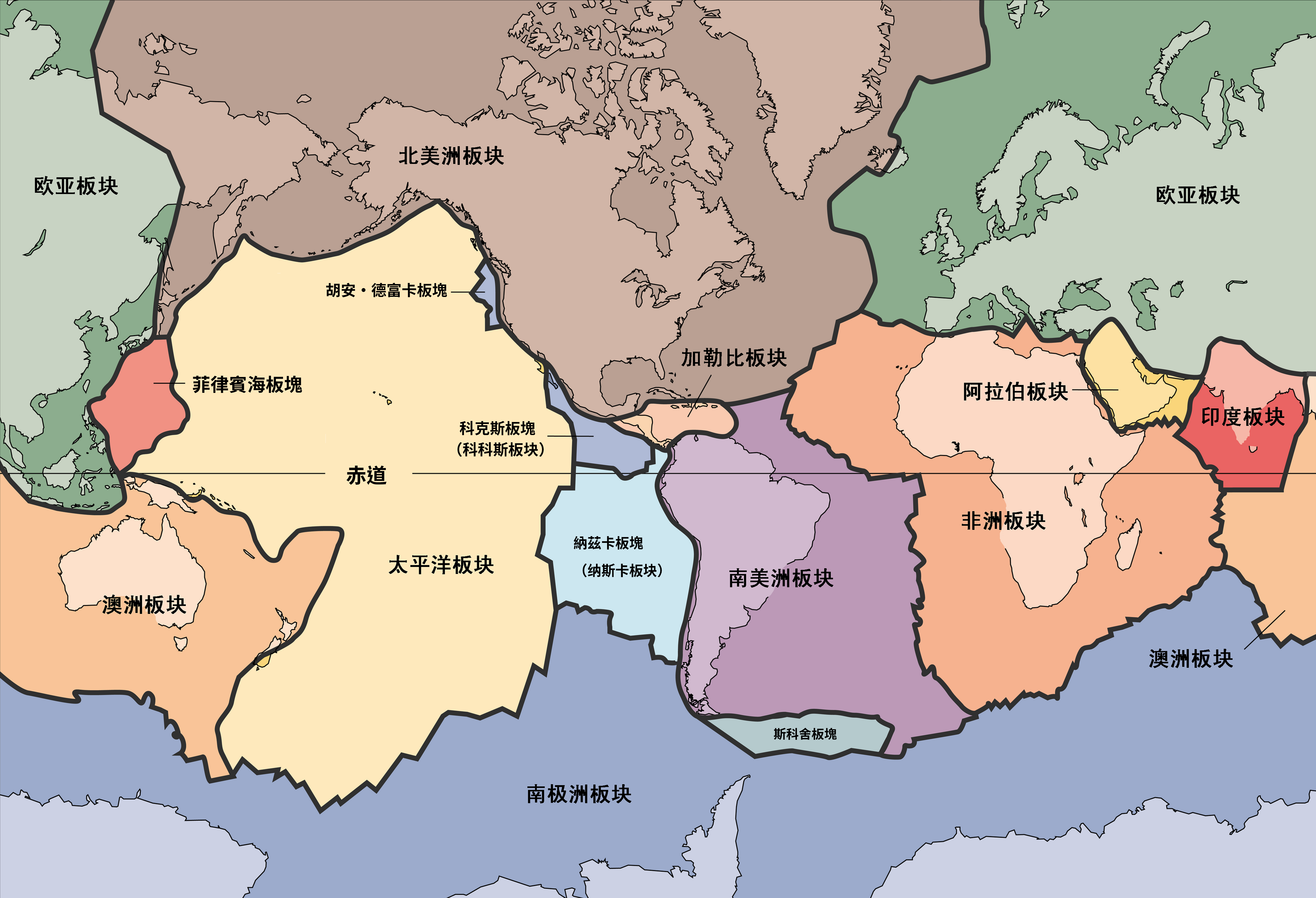
地球上的各大版块，基于板塊構造論

所有的其他成分除了水在地壳中只有很少的含量，它们的总量少于地壳总质量的1%。上地壳的平均密度介于2.69 g/cm3至2.74 g/cm3，下地壳的平均密度介于3.0 g/cm3至3.25 g/cm3。

## 引用
1. ↑  R. L. Rudnick and S. Gao, 2003, Composition of the Continental Crust. In The Crust (ed. R. L. Rudnick) volume 3, pages 1-64 of Treatise on Geochemistry (eds. H. D. Holland and K. K. Turekian), Elsevier-Pergamon, Oxford
2. ↑  . Australian Museum Online.   [2007-09-14]. （原始内容存档于2007-09-04）.